# Сом Микола Данилович
Мико́ла Дани́лович Сом (5 січня 1935, с. Требухів, Броварський район, Київська область — 27 березня 2013, Київ) — український поет-шістдесятник, публіцист, учитель. Член Спілки письменників України з 1958 року.
Лауреат премій імені Володимира Сосюри та Остапа Вишні за літературні твори та премій фонду Тараса Шевченка, імені Дмитра Нитченка за журналістську й громадську діяльність та премії Олекси Гірника. Єдиний із київських поетів за вчительську працю удостоєний звання «Відмінник освіти України», відзначений державною нагородою «Заслужений діяч мистецтв України». За плідну діяльність по відродженню духовності в Україні й утвердженню Помісної Української Православної Церкви нагороджений Орденом Святого Архістратига Михаїла.

## Життєпис

### Ранні роки
Микола Сом народився 5 січня у селі Требухів Броварського району Київської області у родині сільського коваля. Зростав у багатодітній сім'ї, мав 8 сестер і 2 братів. У складні воєнні та повоєнні часи живими залишилося 6 чоловік — сестри Софія, Галина, Ольга, Надія та найстарший брат Григорій.
Сім'я жила в бідності. 1942 року, коли рідне село перебувало під німецькою окупацією, Микола пішов до Требухівської сільської школи. 1946 року Павло Тичина, який був на той час Міністром освіти, подарував Миколі першу шкільну форму.
1946 року внаслідок тяжких недолікованих поранень, отриманих на фронті, та туберкульозу легенів помирає батько Миколи, сільський коваль Данило Сом. Миколі тоді було 11 років. Через рік не стало й матері. Тепер глава сім'ї — найстарша серед сестер Софія 1923 року народження, в якої на руках залишаються двоє найменших — Микола і Надійка. Траплялися люди, які хотіли всиновити малечу, але сестра категорично відмовлялася від таких пропозицій, хоч було дуже важко (щоденна праця в колгоспі ще й власна дитина). Діти підростали й могли вже допомагати старшій сестрі. Микола пас корів, ходив «на ланку» працювати до колгоспу, наглядав за меншою сестричкою Надією.
Любив навчатися, багато читав, дописував до шкільної стінної газети, постійно ходив пішки чи їздив на велосипеді до районної Броварської бібліотеки за книжками, мріяв про море. Після сьомого класу навіть мав можливість вступити до морського училища, оскільки тоді дітям-сиротам робили такі пропозиції. З Ленінграда викликали старшого брата, щоб той дав згоду на вступ до морського військового училища. Але все ж таки прислухалися до вирішального слова директора Требухівської школи, який порадив не відправляти Миколу до військового закладу.
У шкільні роки перші вірші поета не раз друкувалися в районній газеті.
Після закінчення школи, 1952 року, постало питання про майбутню професію Миколи. Його шкільна вчителька хімії, завуч Бібік Варвара Федотівна, що завжди опікувалася хлопчиком-сиротою, зауваживши інтерес Миколи до віршування та захоплення літературою, буквально взяла за руку сімнадцятирічного хлопця та повела до Київського державного університету, де допомогла подати заяву на філологічний факультет, відділення журналістики (пізніше — факультет). Відтоді й розпочалася журналістська стежина Миколи Сома.

### Студентство
Популярними на той час були літературні студії, до яких активно долучалося студентство з різних навчальних закладів. До студентської літературної студії Шевченківського університету часто запрошували відомих письменників — Павла Григоровича Тичину, Володимира Миколайовича Сосюру, Максима Тадейовича Рильського, Михайла Панасовича Стельмаха та багатьох інших шанованих гостей. Старші товариші давали слушні поради, допомагали опанувати поетичне слово, на студійних заняттях велися гарячі дискусії, обговорення. Відвідував Микола і літературну студію при республіканському видавництві «Молодь» (пізніше — «Веселка»), яке певний час очолював Дмитро Білоус. Саме з таких літстудій виростали майбутні поети й прозаїки, зокрема Тамара Коломієць, Борис Олійник, Василь Діденко, Микола Сингаївський, Іван Куштенко, Станіслав Тельнюк, Альберт Міфтахутдінов, Роберт Третьяков, Наталя Кащук, Юнна Моріц та багато інших молодих талантів.
У 1957 році, ще навчаючись в університеті, видав свою першу книжку «Іду на побачення». Микола Сом був серед поетів-шістдесятників разом із Василем Симоненком, Борисом Олійником Іваном Драчем, Миколою Вінграновським та ін.

### Газета «Нафтовик Борислава»— перший життєвий і журналістський досвід
Після закінчення університету Микола Сом повинен був працювати в одному з київських видавництв, та за дружньою порадою викладача факультету журналістики Матвія Михайловича Шестопала їде до Борислава. Там із 1957 року Микола займає посаду літературного працівника в газеті «Нафтовик Борислава». Рік, проведений на Дрогобиччині, мав значний вплив на національну свідомість юного поета. Саме там він знайомиться і дружить із учасниками визвольних дій організації українських націоналістів, яким вдалося повернутися живими з гулагівських таборів. Туди українських патріотів відправляв на довгі роки комуністичний режим.
Оскільки Микола працював у відділі партійного життя, йому не раз давалися вказівки висвітлювати події, пов'язані з діяльність ОУН, у негативному світлі. Та журналіст-початківець категорично відмовлявся виконувати подібні завдання, а пізніше говорив, що національно свідомим він став саме в Бориславі. Через рік М. Сом повернувся працювати до Києва.

### Професійна зрілість поета
У різні роки Микола Сом працював здебільшого у пресі: завідував відділом поезії в молодіжному журналі «Зміна» (пізніше — «Ранок»), відділом художньої літератури і мистецтва в газеті «Друг читача», літературною частиною «Укрконцерту». Багато років працював редактором видавництва «Музична Україна» (тут він редагує найкращі здобутки українських поетів і композиторів), господарем літературної вітальні газети «Вечірній Київ», літературним консультантом Кабінету молодого автора Спілки письменників України, очолював відділ пропаганди Всеукраїнського товариства «Просвіта» імені Т. Г. Шевченка.
Протягом останніх років життя Микола Сом завідував сектором популяризації літератури Публічної бібліотеки імені Лесі Українки м. Києва.
Активно займався громадською роботою, був членом правління Київської письменницької організації, очолював київську літературну студію «Сурма», керував Броварським районним літоб'єднанням. З 1995 року й до останніх років життя — голова виконавчого секретаріату Київського відділення Конгресу української інтелігенції.

## Родина поета
Протягом півстоліття однодумицею, вірною товаришкою і найкращою подругою для Миколи Сома була його дружина Ніна Іванівна Сом (до шлюбу Голоненко), родом із Чернігівщини (смт Козелець).
Юну першокурсницю Микола зустрів у Шевченковому університеті на третьому курсі навчання на факультеті журналістики. Після закінчення університету обрала за професію редакторську справу — понад 37 років працювала редакторкою в київських видавництвах. Побралися 1959 року, коли поет повернувся після року журналістської праці в газеті «Нафтовик Борислава». 1960 року в родині Сомів народжується донька Оксана, єдина дитина у сім'ї. Серед присвячених дружині поетичних творів вірш «Вірна дружина моя», який український композитор Олександр Левицький поклав на чудову ліричну мелодію:
|  | «…Минають літа за літами Ми слухаєм спів солов’я, Любов не старіє, і ми не старіємо, Вірна дружино моя. Цілуються хвилі на морі, Колишуться мрійно гаї, Навіки у душу мою задивилися Очі твої». |

## Микола Сом і вчителювання
Важливою віхою своєї просвітницької діяльності Микола Сом завжди вважав вчителювання. Понад десять років (з 1990 року) палко та з великим задоволенням викладав українську мову та літературу, журналістику, поетику та риторику в рідній Требухівській сільській школі за своєю індивідуальною навчальною програмою, а також у київських школах № 283 та 298. Згодом Микола Сом за запрошенням районного відділу освіти ці ж уроки вів у школах усього Броварського району. Багато уроків проводилося в столичному Будинку вчителя, в Українському фонді культури, в Публічній бібліотеці імені Лесі Українки для дорослих міста Києва, де працював на посаді завідувача сектору організаційно-масової роботи з 2003 по 2013 рр., в Спілках письменників і композиторів України. Не раз світлий образ школи та школярів поставав у поетичних творах письменника:
|  | «Питають знов, чого се я мовчу Чом не кричу, коли кричить каміння? Що я скажу своєму читачу? Мій дорогий! Та я ж дітей учу Складать слова — найвищого уміння.» |

Завдяки Миколі Сому діти сільських шкіл знайомилися з народними артистами України, письменниками, громадськими діячами, журналістами, художниками. Серед них було багато Миколиних друзів — Борис Олійник, Анатолій Паламаренко, Михайло Слабошпицький, Бернардіно Кореа, Павло Мовчан, Ганна Чубач, Петро Тронько, Володимир Куліш, Василь Березовський, Валентина Давиденко, Олександр Івахненко, Рональд Франко (онук Івана Франка), Людмила Красицька, Віктор Баранов, Неоніла Крюкова та багато інших.

## Творча спадщина
Перша книжка віршів Миколи Сома «Йду на побачення» видрукувана видавництвом «Молодь» 1957 року, пізніше, 1975 року, у Москві з'явилася в перекладі російською мовою.
У різних видавництвах України друкуються книжки поета: «Вікнами до сонця» («Радянський письменник», 1960 р.), «Мрія» («Молодь», 1964 р.), «Дума над вогнем» («Молодь», 1968 р.), «Стежка до океану» («Радянський письменник», 1973 р.), «Иду на свидание» («Советский писатель», 1975 р.), «Б'ю чолом» («Молодь», 1978 р.), «Товариство» («Дніпро», 1979 р.), «Мрія», (книжка пісень, «Музична Україна», 1979 р.).
Про Миколу Сома говорили і писали письменники, артисти й композитори, серед яких Іван Семенович Козловський, Павло Григорович Тичина, Максим Тадейович Рильський, Володимир Миколайович Сосюра, Олесь Терентійович Гончар, Платон Іларіонович Майборода, Павло Архипович Загребельний.
1980 року під грифом видавництва «Молодь» на світ з'являється видання «Присвяти і послання», яке було названо найкращою поетичною книжкою 1983 року. Саме за неї поет удостоєний літературної премії імені Володимира Сосюри.
Трохи згодом, 1985 року, виходить іще одна ключова у житті Миколи Сома поетична збірка — «Хроніка воєнного дитинства». Малий Миколка бачив Жукова, Ватутіна, Хрущова, бо жив по сусідству зі Штабом Першого українського фронту у вересні-жовтні 1943 року. З дзвіниці требухівської церкви разом із Олександром Довженком бачив, як горів Київ. «Хроніка воєнного дитинства» — це війна, побачена очима дитини:
|  | «Чуні мої, чуні… Звідки ви привезені, Дротом підперезані На моїх ногах? Дріт уївся в ноги, Бо немає валянців, Хай вони проваляться! Де я їх візьму? Холодно і страшно… Йду селом, як пусткою, Сестриною хусткою Голову запнув. А сліди за мною, Ніби хтось машиною, Ніби хтось машиною За селом долиною, По снігу стрибав. Отакі-то чуні, Ношені-поношені, Снігом запорошені Та слізьми орошені, Першими слізьми. Я шукаю батька… Холодно — я шльопаю, Голодно — я шльопаю. …Йшла війна Європою — Чуні теж ішли». |

За збірку «Хроніка воєнного дитинства» керівництво Спілки письменників України висувало Сома на здобуття високої Шевченківської премії. Та здійснитися цій літературній події так і не судилося, завадила Миколі Сому його безпартійність, яка категорично засуджувалася тодішнім комуністичним режимом.
Далі народжуються такі поетичні й прозові книжки письменника, як «Моєї радості сльоза» («Український письменник», 1990 р.), «Сто епітафій» («Вечірній Київ», 1998 р.), «Як я Сталіна хоронив» («Ярославів вал», 2002 р.), «З матір'ю на самоті» («Смолоскип», 2005 р.) — перша в Україні книжка про славетного поета Василя Симоненка.
2007 року видавництво «Український письменник» дає життя новій збірці творів українського поета «Передай кодолу», до якої увійшли ліричні, гумористичні та сатиричні вірші і прозові придибенції з попередніх видань, а також нові твори, написані протягом різних років.
Тепле слово в передмові до цієї книжки написав поет-фронтовик, лауреат Літературної премії імені Остапа Вишні Олесь Жолдак:
|  | «Я знаю, як це важко — поєднати трагічне й комічне. Тут один крок до безодні, до провалля. Треба добре знати і єство людини, і природу сміху. Лиш сміливі, чисті й чесні люди можуть голосно сміятися. Бо сміх — це свобода, повне розкріпачення душі. Тільки так я сприймаю творчу манеру поетичного письма Миколи Сома. А для того, щоб досягти розкутої, зухвалої усмішки та насмішки, він бере за основу ритмічний малюнок української народної пісні та думи (саме думи) — себто він часто розхитує традиційне силабо-тонічне віршування. А в своїх сюжетних віршах сповідує художні принципи своїх літературних вчителів і попередників: раннього Сосюру й пізнього Малишка, лірику Єсеніна й сатиру Беранже та Бернса». |

У цей же час Микола Сом працює над впорядкуванням книжки «Платон Майборода: милий спомин на серці собі пов'яжи» до 90-річчя із дня народження композитора. Тож згодом, у 2008 році, в київському видавництві «Криниця», виходить друком науково-популярне видання про життя і творчість видатної постаті українського музичного мистецтва з добіркою авторських пісень. Значну підтримку у створенні видання надала дружина композитора Тетяна Василівна Майборода.

## Пісня у житті українського поета
Українська народна пісня завжди мала особливе місце у думках і серці Миколи Сома. Саме їй він присвятив рядки однієї зі своїх поезій (уривок):
|  | «Ти вся в мені — від сонечка до грому, Від крику «ой!» до ніжного «люблю», До тебе я вертаюсь, як додому, Коли забуду щось чи загублю. Живи в мені! Ти спів святий Тараса, Ти Гонти клич, Нечаєві мечі. Пройдешніх днів, прийдешніх днів окраса, Живи в мені при сонці і свічі. На ясні зорі і на тихі води Виводь мене, учителько моя. Твій кожний заспів — заклик до свободи, А кожний приспів — серце солов’я…» |

Понад 100 пісень створено композиторами на слова Миколи Сома. Оскар Сандлер, Олександр Білаш, Володимир Верменич, Платон Майборода, Михайло Мельниченко написали музику на його поетичні твори.
Микола Сом — автор багатьох пісень для української естради, телебачення, балету на льоду та цирку, кінофільмів «Коли починається юність» (1959), «Хлопчики» (1959), «Чорноморочка» (1959), «Артист із Коханівки» (1961), «Їхали ми, їхали...» (1962), «Місяць травень» (1965), «Рим, 17...» (1972), «Абітурієнтка» (1973), «На берегах Десни».
Серед його популярних пісень — «Без вітру не родить жито» («Мрія»), «Вишиванка» та «Пливе Дніпро до моря синього» із музикою О. Сандлера; «Польова царівна» та «Дума про землю» на мелодії В. Верменича, «Вірна дружина моя», музика О. Левицького та ніжна колискова «Рученьки-ніженьки», яка протягом 24 років лунала в ефірі телепрограми «На добраніч, діти» й кожного вечора проводжала до сну українську малечу, за що потрапила до книги рекордів Гіннеса.
Його пісні виконували Раїса Кириченко, Іван Козловський, Олександр Таранець, Ніна Матвієнко, Юрій Гуляєв, Національний академічний народний хор України ім. Верьовки та ін.

### Пісні на слова Миколи Сома, що увійшли до «Золотого фонду» українського радіо
| Назва                                                     | Автори                                              | Виконавці | Рік  |
| --------------------------------------------------------- | --------------------------------------------------- | --- | ---- |
| «Бережи косу»                                             | В. Загребельний, слова М. Сома                      | Фольклорний ансамбль «Незабудка», м. Кодима, Одеська обл.                                                                       | 1988 |
| «Вишиванка»                                               | О. Сандлер, слова М. Сома                           | Тріо бандуристок УР: Т, А. Шутько, С. Петрова, А. Мамченко                                                                      | 1979 |
| «Вечорниці-зоряниці»                                      | О. Сандлер, переклад Д. Федорщак, слова М. Сома     | Хор старших класів капели бандуристок «Дзвіночок» Палацу піонерів і школярів ім. 40-річчя ВЛКСМ м. Львова, диригент Д. Федорщак | 1987 |
| «Вісімнадцята весна» (з кінофільму «Артист із Коханівки») | О. Сандлер, слова М. Сома, обробка А. Заубера       | Супровід ЕСО УР: Т, Л. Купрієнко, диригент Р. Бабич                                                                             | 1989 |
| «В парі линуть голуби»                                    | І. Карабиць, слова М. Сома                          | Супровід ЕСО УР: Т Л. Михайленко, диригент Р. Бабич                                                                             | 1980 |
| «Дівоча лірична» (з кінофільму «Гість з Кубані»)          | О. Сандлер, слова М. Сома, обробка А. Заубера       | А. Шутько, Жіноче вокальне тріо, диригент Р. Бабич, супровід ЕСО УР: Т, С. Петрова, А. Мамченко                                 | 1990 |
| «Дівоча лірична»                                          | О. Сандлер, слова В. Коростильова, переклад М. Сома | Супровід ЕСО УР: Т, Т. Русова, диригент В. Богуслав                                                                             | 1983 |
| «Дума про землю»                                          | В. Верменич, слова М. Сома                          | Р. Кириченко, О. Павловська ДЗАУНХ ім. Г. Верьовки, диригент Є. Кухарець                                                        | 1980 |
| «Дума про землю»                                          | В. Верменич, слова М. Сома                          | Л. Карабута, Буковинський ансамбль пісні і танцю, диригент А. Кушніренко                                                        | 1982 |
| «Думай обо мне» Л. Гончарова, слова М. Сома               | Л. Гончарова (супровід на гітарі)                   | 1986 |      |
| «Запрошення на весілля»                                   | І. Карабиць, слова М. Сома                          | І. Матвієнко, В. Ковальська, М. Миколайчук, О. Зуєв, Концертно-естрадний оркестр УР: Т, диригент Р. Бабич                       | 1977 |
| «З Кавказом говорять зелені Карпати»                      | В. Верменич, слова М. Сома                          | Супровід ДЗКБУ, Г. Смирнов, художній керівник Г. Куляба                                                                         | 1977 |
| «З Кавказом говорять зелені Карпати»                      | В. Верменич, слова М. Сома                          | Хор ім. П. Майбороди УР: Т, В. Вітвиновський, диригент Г. Куляба                                                                | 1972 |
| «Квіти говорять»                                          | М. Скорик, слова М. Сома                            | Л. Невзгляд, ІА п/к П. Бриля |      |
| «Київська земля»                                          | В. Конощенко, слова М. Сома                         | Самодіяльний народний хор «Джерело», соло: А. Коренівська, О. Бойко, художній керівник В. Конощенко                             | 1995 |
| «Мрія»                                                    | О. Сандлер, слова М. Сома                           | Тріо бандуристок: В. Третьякова, Т. Поліщук, Н. Павленко                                                                        |      |
| «Не згасне кохання»                                       | М. Костецький, слова М. Сома                        | Супровід ЕСО УР: Т, Н. Куделя, диригент Р. Бабич                                                                                | 1977 |
| «Ой, новость»                                             | Українська народна, слова М. Сома                   | Вокальне тріо: Н. Матвієнко, В. Ковальська, М. Миколайчук                                                                       | 1980 |
| «Пісня про Батьківщину»                                   | Є. Станкович, слова М. Сома                         | ДЗАУНХ ім. Г. Верьовки, Н. Матвієнко, художній керівник А. Авдієвський, СО УР: Т, диригент В. Гнєдаш                            | 1984 |
| «Святкова урожайна»                                       | А. Авдієвський, слова М. Сома                       | ДЗАУНХ ім. Г. Верьовки, диригент А. Авдієвський                                                                                 | 1977 |
| «Сієм, сієм, посіваєм»                                    | А. Авдієвський, слова М. Сома                       | ДЗАУНХ ім. Г. Верьовки, диригент А. Авдієвський                                                                                 | 1975 |
| «Сієм, сієм, посіваєм»                                    | А. Авдієвський, слова М. Сома                       | ДУНХ ім. Г. Верьовки, диригент А. Авдієвський                                                                                   | 1969 |
| «Слід на землі»                                           | К. Мясков, слова М. Сома                            | І. Чайченко, супровід УР: Т, диригент Р. Бабич                                                                                  | 1987 |
| «Слід на землі»                                           | К. Мясков, слова М. Сома                            | Г. Гаркуша, диригент М. Прудченко, супровід ЕСО УР: Т                                                                           | 1974 |
| «Сніг біліє»                                              | А. Авдієвський, слова М. Сома                       | ДЗАУНХ ім. Г. Верьовки, диригент А. Авдієвський                                                                                 | 1971 |
| Пісня Андрія (з кінофільму «Артист із Коханівки»)         | О. Сандлер, слова М. Сома                           | В. Боков, супровід ЕСО УР: Т, диригент Р. Бабич                                                                                 | 1988 |
| «Подаруй мені зорю»                                       | В. Конощенко, слова М. Сома                         | Тріо бандуристок УР: Т, А. Шутько, С. Петрова, А. Мамченко                                                                      | 1998 |
| «Польова царівна»                                         | В. Верменич, слова М. Сома                          | Г. Беглецов, ЕО Київського цирку, диригент В. Петрусь                                                                           | 1968 |
| «Про дівчат» (Дідівський заповіт)                         | В. Конощенко, слова М. Сома                         | Т. Конощенко, супровід ІА | 1995 |
| «У добрий час»                                            | І. Карабиць, слова М. Сома                          | Тріо бандуристок УР: Т, А. Шутько, С. Петрова, А. Мамченко                                                                      | 1977 |
| «Хай пісня скликає друзів»                                | П. Майборода, слова М. Сома                         | Великий дитячий хор та СО УР: Т, диригент С. Литвиненко                                                                         | 1980 |
| «Щедрий вечір»                                            | А. Авдієвський, слова М. Сома                       | М. Гнатюк, супровід ЕСО УР: Т, диригент Р. Бабич                                                                                | 1978 |
| «Тече Дніпро до моря синього»                             | О. Сандлер, слова М. Сома                           | Микола Полудьонний, жіночий вокальний ансамбль, інструментальний ансамбль УР                                                    |      |

## Просвітницька діяльність у Спілці письменників України
1958 року Микола Сом долучився до популяризації українського слова в літературних лавах Спілки письменників України.
За часів Радянського Союзу він багато подорожував Україною та Радянським Союзом із літературними виступами. Промовисте поетичне слово часто лунало перед трудовими колективами — шахтарями, залізничниками, колгоспниками, представниками найрізноманітніших професій.
Так, наприклад, у 1970-х роках Микола Сом не раз бував у Знам'янці на Кіровоградщині, де його тепло зустрічали працівники локомотивного депо та інші мешканці міста у Палаці культури залізничників.
Поета часто запрошували до шкіл, бібліотек, сільських клубів, робітничих гуртожитків, студентських аудиторій, цехів і ферм. Виступав він навіть у колонії суворого режиму на Донбасі та в жіночій тюрмі у Чернігові — ці оригінальні візити пізніше Сом-гуморист жартівливо описав у своїх придибенціях «У жіночій тюрмі» й «Признали своїм».
Товаришував із Павлом Загребельним, який свого часу запросив Миколу працювати літературним консультантом до Кабінету молодого автора Спілки письменників України.
До просвітницької діяльності часто долучалися товариші Сома: Василь Діденко, Григір Тютюнник, Микола Кагарлицький, Віталій Карпенко, Петро Засенко, Дмитро Онкович, Борис Олійник, Василь Бондар, Іван Сподаренко, Василь Боровий. Також Микола спілкувався з Ганною Черінь, українською поетесою в еміграції, вони протягом багатьох років листувалися. Прибуваючи на Батьківщину із Флориди, її часто вітали у стінах Публічної бібліотеки імені Лесі Українки м. Києва, де Микола організовував для неї літературні зустрічі.

## Жанрові експерименти М. Сома
Окрім публіцистики та класичного поетичного слова, Микола Сом експериментував також із такими жанрами, як епітафія та придибенція. Про його творчі результати на цій ниві говорить український літературознавець Юрій Ковалів, автор «Літературознавчої енциклопедії», де зокрема про епітафію пише таке:
|  | «Цікавий різновид цього жанру, поєднаний з пародією, розвинув М. Сом у своїй збірці «Сто епітафій», переадресовуючи її дошкульні тексти живим…» |

В енциклопедичній статті про гумористичний жанр придибенцію Ю. Ковалів визначає Миколу Сома як літературного першовідкривача:
|  | «Придибенція — гумористичний жанр, невеликий за обсягом твір, в основу якого покладено реальну подію, курйозний випадок із суспільного чи літературного життя, анекдот, жарт; запроваджений М. Сомом.» |

У своїх гострих епітафіях поет-сатирик не раз звертався до відомих діячів культури, політики, красного письменства. «Похоронені» Сомовим пером, а точніше його друкарською машинкою, не лише конкретні особи — Микола Бажан, Микола Вінграновський, Анатолій Дімаров, Віталій Коротич, Микола Сингаївський, Юрій Рибчинський, Павло Мовчан, Євген Дудар, Василь Козаченко, Петро Симоненко, Володимир Матвієнко, Ірина Жиленко, Оксана Забужко, Віктор Кава, Юрій Сердюк, Михайло Шевченко, Юрій Мушкетик, Марія Влад, Микола Рябчук, Володимир Дрозд, Юрій Бедзик, Любов Голота, Мойсей Фішбейн, Ганна Чубач, Олександр Лукашенко, Григорій Сивоконь, Віталій Карпенко, Іван Драч, Михайло Слабошпицький, Леонід Талалай, Микола Луків, Йосип Кобзон, Леонід Кучма, Володимир Якубовський, Всеволод Нестайко, Вадим Крищенко, Василь Герасим'юк, Анатоль Перепадя, Євгенія Кононенко, Леся Мудрак, Ніна Гнатюк і навіть «дідусь» Ленін. Епітафії Сома прозвучали й «Требухівській сільраді», «Поетубезгрошейіслави», «Боягузу із Совєтського Союзу», «Толіку-алкоголіку», «Команді Суркіса», «Великому дзеркалу в Спілці письменників» тощо.
Деякі герої епітафій частенько ображалися на Миколу, та переважно ставилися з гумором, інші ж навіть просили написати й на їхню адресу коротенький літературний твір відомого жанру.
Не оминув Микола Сом і своєї персони. Присвятив собі такі рядки:
|  | «Земний уклін Миколі Сому! Він тут (нарешті!) охолов. Тож не втече тепер із дому Поет, учитель, риболов». |